# Cnemaspis monachorum
Cnemaspis monachorum es una especie de gecos de la familia Gekkonidae.

## Distribución geográfica yhábitat
Es endémica de una zona kárstica del archipiélago Langkawi (Malasia Peninsular).